# Blues Pills
Blues Pills je švédská rocková kapela, která vznikla v Örebro v roce 2011. O tři roky později vydali své první album.

## Historie
V roce 2011 poloviční bratři Zack Anderson (baskytara) a Cory Berry (bicí), původně členové Radio Moscow, potkali zpěvačku Elin Larsson. Společně vytvořili dvě demo nahrávky, které zveřejnili na YouTube. Díky tomu jim hudební vydavatelství Crusher Records nabídlo nahrávací smlouvu. Blues Pills koncertovali ve Španělsku a ve Francii, kde poznali šestnáctiletého kytaristu Doriana Sorriauxe, ze kterého se následně stal člen kapely. Název kapely pochází od jejich kamaráda Jense Heideho, který měl hudební blog BluesPillz zabývající se undergroundovou hudbou šedesátých a sedmdesátých let.
V květnu 2012 vydali EP Bliss, které v červenci následoval singl „Black Smoke“. Během roku 2013 kapela hodně koncertovala, v dubnu vystoupila na berlínském Desertfestu, v srpnu na Void Festu v Bad Kötzting a Yellowstock Festivalu v Geelu a v listopadu na Crossroads Festivalu v Bonnu a Cherry Rock Festivalu v Melbourne.
V červenci 2013 Blues Pills podepsali smlouvu s vydavatelstvím Nuclear Blast a v říjnu vydali EP Devil Man. Jejich vystoupení na Crossroads Festivalu bylo nahráno a v březnu 2014 bylo vydáno jako EP Live at Rockpalast.
V červenci 2014 vydali své první album Blues Pills, jehož speciální edice obsahovala DVD s vystoupením na festivalu Hammer of Doom rok předtím. Krátce po tomto vydání byl Cory Berry nahrazen novým bubeníkem Andrém Kvarnströmem. V létě 2014 Blues Pills vystoupili na Sweden Rock Festivalu, v červnu na Rock Hard Festivalu v Gelsenkirchenu a v červenci na Montreux Jazz Festivalu.
Druhé studiové album skupina vydala 5. srpna 2016 pod názvem Lady in Gold. K albu vyšly dva singly, titulní píseň „Lady in Gold“ a píseň „Little Boy Preacher“. V rámci podpory alba absolvovala kapela několik turné, mimo jiné také v pařížském klubu Le Trianon. Toto vystoupení nahrála a zvěčnila na svém prvním DVD Lady in Gold: Live in Paris.

## Sestava

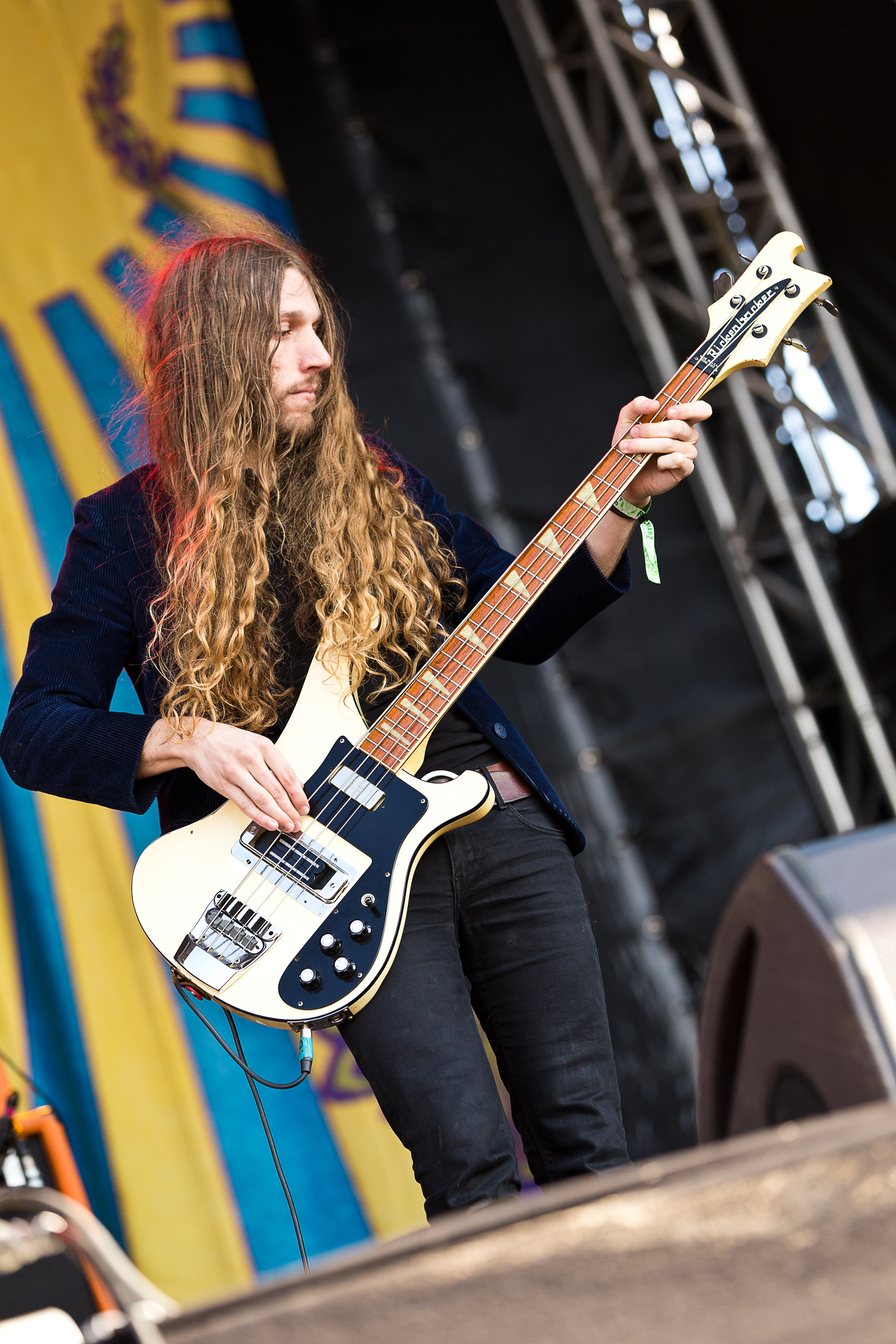
Zach Anderson na Rockharz 2015

### Současní členové
- Elin Larsson – zpěv (2011–)
- Dorian Sorriaux – kytara (2011–)
- Zach Anderson – basová kytara (2011–)
- André Kvarnström – bicí, perkuse (2014–)

### Bývalí členové
- Cory Berry – bicí, perkuse (2011–2014)

## Diskografie
Studiová alba
- Blues Pills (2014)
- Lady in Gold (2016)
- Holy Moly! (2020)
- Birthday (2024)

Koncertní alba
- Live (2015)

Video alba
- Lady in Gold: Live in Paris (2017)

EPs
- Bliss (2012)
- Devil Man (2013)
- Live at Rockpalast (2014)

Singly
- „Black Smoke“ (2012)
- „High Class Woman“ (2014)